# Las Palmas (prowincja)
Las Palmas – prowincja Hiszpanii, leżąca w archipelagu Wysp Kanaryjskich. Tworzą ją wyspy: Gran Canaria, Fuerteventura, Lanzarote oraz kilka mniejszych: Alegranza, La Graciosa, Montaña Clara, Isla de Lobos, Roque del Este i Roque del Oeste. 
Stolicą jest Las Palmas de Gran Canaria, leżące na wyspie Gran Canaria. Wszystkie wyspy tej prowincji zostały uznane przez UNESCO jako rezerwaty biosfery o cennych zasobach przyrodniczych.